# Florin Matache
Florin Matache (* 3. August 1982 in Bukarest) ist ein rumänischer ehemaliger Fußballspieler.

## Karriere
Matache begann seine Karriere 2001 bei Metalul Plopeni, dem er bis 2004 treu blieb, ehe er vom Bukarester Großklub Dinamo Bukarest verpflichtet wurde. Von 2004 an gehörte er zum Kader der ersten Mannschaft und absolvierte regelmäßig Spiele in der zweiten Mannschaft. Bereits in seiner ersten Saison wurde er Vizemeister und gewann den rumänischen Pokal. Nach einem weiteren dritten Platz 2005/06 wurde er im Januar 2007 an Ceahlăul Piatra Neamț verliehen. Zuvor spielte er mit Dinamo noch auf europäischer Klubebene. Sein Debüt gab er am 14. September 2006 gegen den Vertreter aus Griechenland Skoda Xanthi. Der Torhüter spielte durch.
Am Ende der Saison 2006/07 konnte Ceahlăul Piatra Neamț mit Matache den Abstieg durch Platz 15 verhindern, er kam zu drei Einsätzen. In der nächsten Saison fing er wieder im Kader von Dinamo an, ehe er wiederum im Januar an CS Otopeni verliehen wurde. Der Verein konnte den Aufstieg in die Liga 1 schaffen, indem man in der Seria II den zweiten Platz erreichte. Daraufhin kehrte er wieder nach Bukarest zurück und absolvierte eine volle Saison bei Dinamo. Am Ende folgte ein weiterer dritter Platz.
In der Winterpause 2009/10 schloss er sich Universitatea Cluj in der zweithöchsten Spielklasse an. Am Ende der Saison gelang ihm mit dem Klub der Aufstieg in die Liga 1. Zu Beginn des Jahres 2013 wechselte er zu Damila Măciuca. Ein halbes Jahr später zog es ihn zu Ligakonkurrent CSM Râmnicu Vâlcea. Im Sommer 2014 holte ihn CS Concordia Chiajna zurück ins Oberhaus. Dort kämpfte er mit Victor Râmniceanu um den Platz im Tor, ehe er sich zu Beginn der Spielzeit 2015/16 durchsetzen konnte. Im Februar 2016 verpflichtete Concordia Cristian Bălgrădean, so dass ihm nur noch der Platz auf der Bank blieb. Im Sommer 2016 verließ Matache den Klub zu FC Academica Clinceni in die Liga II. Nach einem Jahr wurde sein Vertrag nicht verlängert.

## Erfolge
- Rumänischer Pokalsieger: 2005
- Aufstieg in die Liga 1: 2008, 2010